# Jeholornis

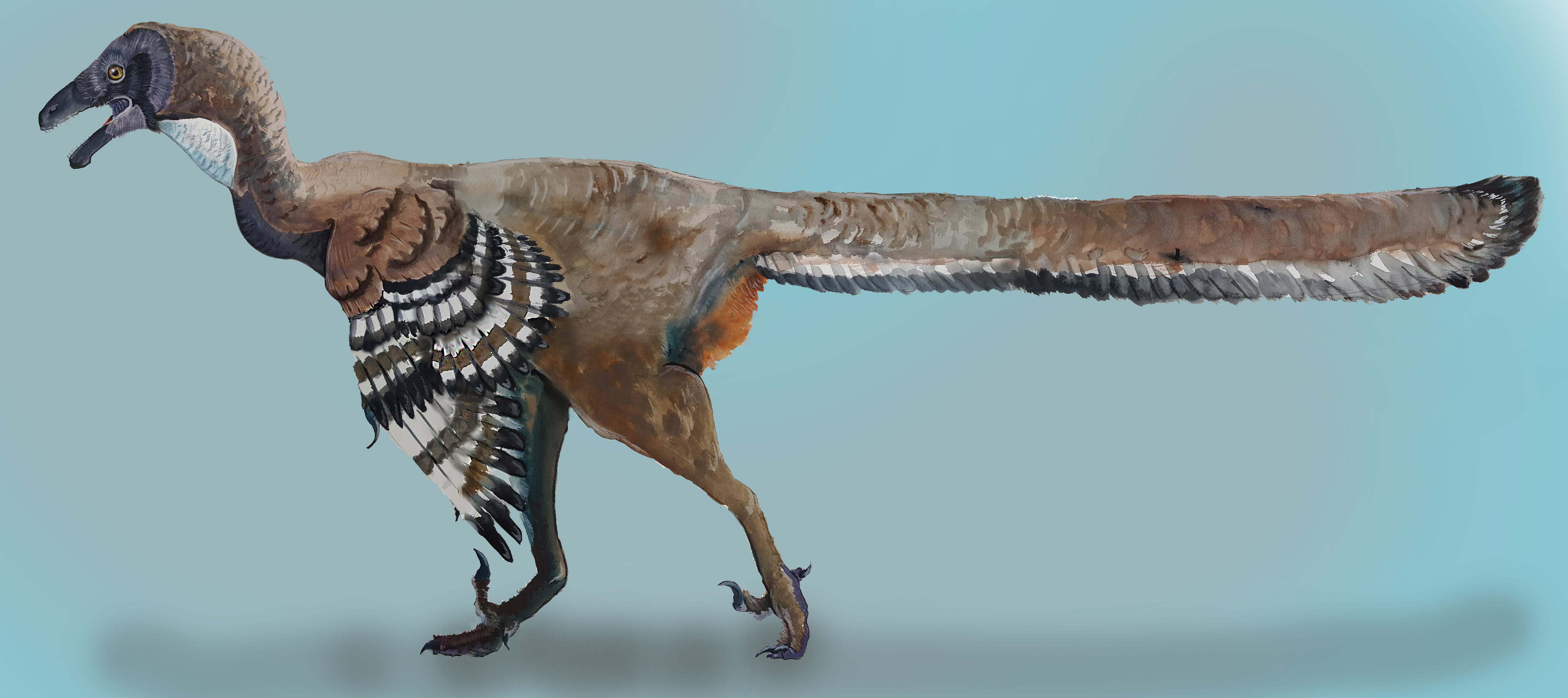
Reconstrução de um Jeholornis

Jeholornis é um gênero de aves primitivas que viveram entre cerca de 122 e 120 milhões de anos atrás, durante o início do período cretáceo na China. Fósseis de Jeholornis foram descobertos na Formação Jiufotang na província chinesa de Hebei, e espécimes adicionais foram encontrados na Formação Yixian, mais antiga que a primeira.

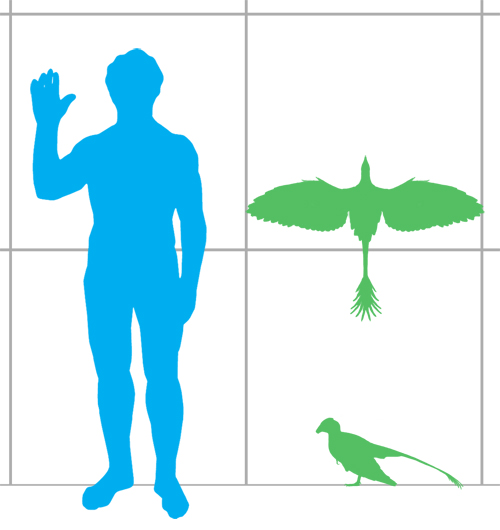
Comparação de tamanho de um Jeholornis com um humano

Diversos fósseis, pertencentes às espécies Jeholornis prima e Jeholornis palmapenis, foram encontrados preservados na China, na Floresta Jehol, daí o nome do gênero.